# Saint-Sauveur-des-Landes

Saint-Sauveur-des-Landes este o comună în departamentul Ille-et-Vilaine, Franța. În 1 ianuarie 2022 avea o populație de 1.565 de locuitori.